# Повіт Дате
Пові́т Да́те (яп. 伊達郡, だてぐん, МФА: [date guɴ]) — повіт в префектурі Фукусіма, Японія. 